# Bilibinskiet
Het mineraal bilibinskiet is een goud-koper-lood-telluride met de chemische formule Au3Cu2PbTe2.

## Eigenschappen
Het opaak bronskleurige, lichtbruine of bruinroze bilibinskiet heeft een submetallische glans, een bruine streepkleur en het mineraal kent geen splijting. Het kristalstelsel is kubisch. Bilibinskiet heeft een hoge gemiddelde dichtheid van 14,27, de hardheid is 4,5 tot 5 en het mineraal is niet radioactief.

## Naam
Het mineraal bilibinskiet is genoemd naar de Russische geoloog Joeri Bilibin (1902-1952).

## Voorkomen
Bilibinskiet is een zeer zeldzaam mineraal, dat gevormd wordt in de verweringszones van goud-tellurides. De typelocatie is gelegen op het Russische schiereiland Kamtsjatka, waar het mineraal in 1978 ontdekt werd. Het is vooralsnog op geen andere plaats aangetroffen.